# زكي صالح
زكي صالح، مؤرخ وباحث عراقي شغل منصب رئيس قسم التاريخ بجامعة بغداد على مدى 20 عاما وعمل أستاذا في قسم التاريخ في كلية الآداب والتربية ابن رشد - جامعة بغداد.

## سيرته
ولد الأستاذ الدكتور زكي صالح حسين النعيمي ببغداد سنة 1908، وأكمل دراسته الثانوية فيها سنة 1927، واختير بعد أن كان تسلسله (الطالب الثاني) على مدارس العراق الثانوية كافة في الفرع الأدبي، ليكون ضمن البعثة العلمية التي أُرسلت إلى بيروت بلبنان للدراسة في الجامعة الأمريكية هناك. وفي سنة 1930، حصل على البكالوريوس في التأريخ، وقد عاد إلى العراق ليعمل مدرساً في بعض المدارس الثانوية في بغداد والبصرة والنجف. ولم يبق طويلاً إذ أرسلته وزارة المعارف (التربية) في بعثة علمية إلى جامعة كولومبيا في الولايات المتحدة الأميركية فحصل على الماجستير سنة 1939، ثم الدكتوراه سنة 1941 عن رسالته الموسومة ” منشأ النفوذ البريطاني في بلاد ما بين النهرين ” وبإشراف المؤرخ الكبير الأستاذ (كارلتون هيز) صاحب المؤلفات الشهيرة في التاريخ الأوربي الحديث. وقد عاد الدكتور زكي صالح إلى بغداد، ليعمل في التدريس ثم في التفتيش (الاشراف) التربوي الاختصاصي في وزارة المعارف (التربية) وبعدها صار مدرساً ثم استاذا مساعداً واستاذاً في دار المعلمين العالية (كلية التربية فيما بعد)ورئيساً لقسم العلوم الاجتماعية ورئيساً لدائرة التاريخ في جامعة بغداد، وقد ظلّ كذلك حتى سنة 1968 حينما ارتأى احالة نفسه إلى التقاعد والتفرغ للبحث والتأليف. 
عمل استاذاً زائراً في جامعة كولومبيا (مدينة نيويورك) للسنتين 1953 و 1954، ثم استاذاً زائراً في جامعتي اكسفورد وكمبردج خلال السنتين1961 ـ 1962، وقد مثّل العراق في منظمة اليونسكو، وانتخب ممثلاً لدول الشرق ونائباً لرئيس الدورة. كما مثّل العراق في مؤتمر السلم العالمي الذي انعقد في دلهي سنة 1950 وعمل استاذاً محاضراً في معهد الدراسات الإسلامية في مصر، واستاذاً محاضراً في جامعة براغ 
(جيكوسلوفاكيا السابقة).

## مؤلفاته
- 1 ـ فلسطين والتقرير الإنكليزي والأميركي لعام 1946، نقد وتعريب، وطبعه في

القاهرة، 1947 . 
- 2 ـ موجز تاريخ العراق، 1949 .
- 3 ـ مقدمة في دراسة العراق المعاصر، 1953 .
- 4 ـ بريطانيا والعراق حتى عام 1914 وهو دراسة في التاريخ الدولي والتوسع

الاستعماري، 1968 . 
- 5 ـ رحلته إلى الهند، 1950 .

هذا فضلاً عن عدد كبير من البحوث نشرها في مجلات عراقية وعربية وأجنبية.

## منهجه
كان الدكتور زكي صالح يضع نصب عينيه جمع الحقائق المتصلة بالموضوع، ويمنح كل جزء منها أهمية كاملة، مراعياً الأمانة المطلقة، مبتعداً عن ميوله الخاصة، وفوق هذا وذات، حرص أستاذنا الدكتور زكي صالح على التأكيد لنا بأن أسلوب عرض المادة مهم وينبغي أن يحظى بالاعتبار، وإذا ما أردنا أن نقف عند عباراته في الكتب التي ألفها نجد أنه كان يعنى بالأسلوب تعبيراً وتكثيفاً وتماسكاً، ومن الصعوبة جداً حذف ليس سطر مما كتب بل قل كلمة واحدة.
انتقد الأستاذ الدكتور زكي صالح السياسة البريطانية في العراق، وقال بأنها انطوت على خطر جسيم ” فتأييد سلطان الشيوخ، والاحتفاظ بالكيان العشائري، وما يتبعه من الاحتفاظ بنظام دعاوي العشائر، ان ذلك كله يقف حجر عثرة في سبيل توحيد القضاء وتوحيد الولاء للوطن بدلاً من القبيلة، ويحول دون تطبيق النظم الديموقراطية، كما أنه ويعنى صراحةً على عكس التطور المعلوم في مضمار المدينة ”.

## وفاته
في الثاني عشر من شباط / فبراير سنة 1986 توفي ببغداد.

## كتاب نادر
- كتاب:العراق وبريطانيا حتى عام 1914 أطروحة دكتوراه من جامعة كولومبيا PDF.
- كتاب:مقدمة في دراسة العراق المعاصرPDF.